# Liste der Hochhäuser in Mailand

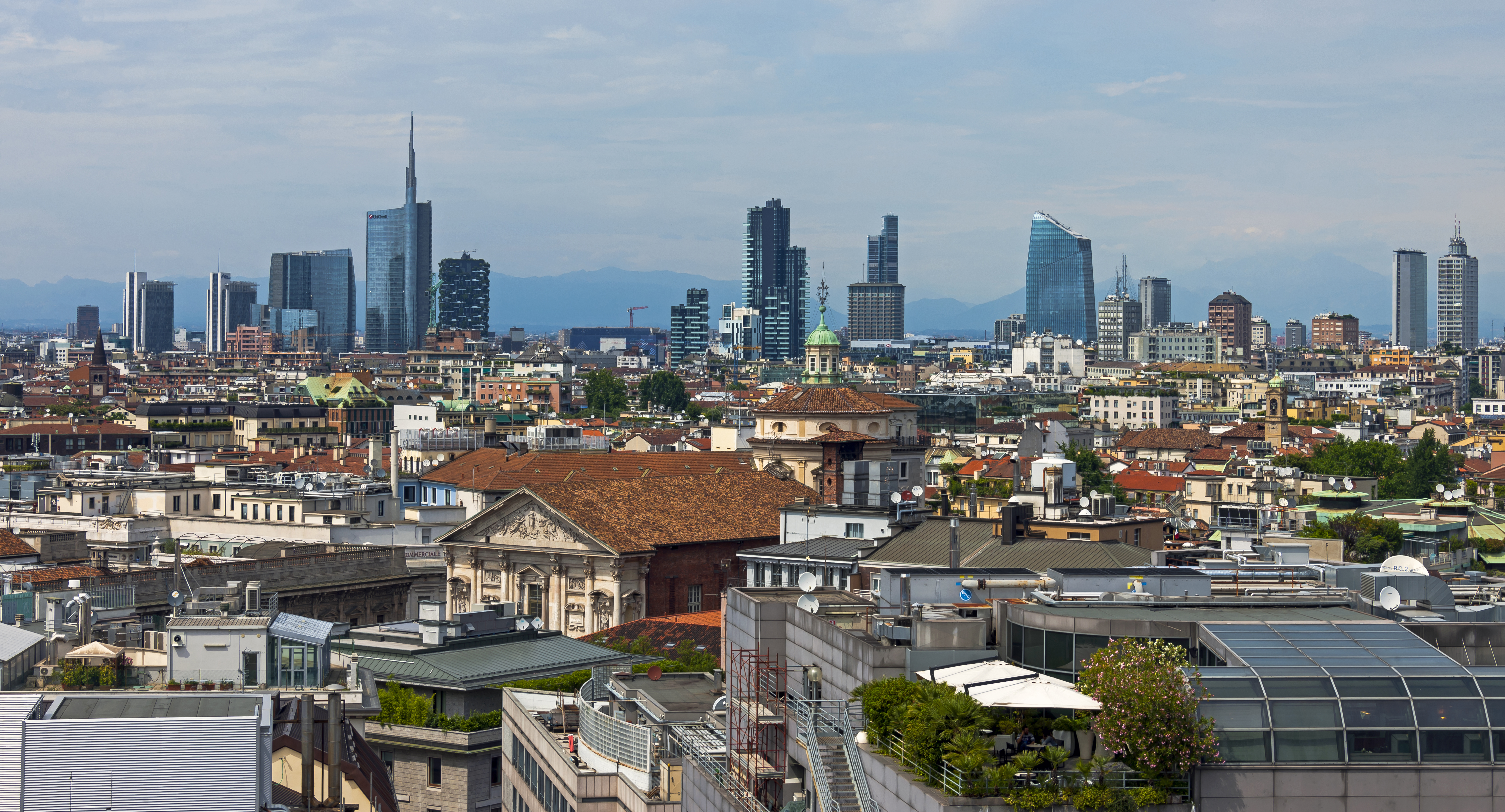
Mailand vom Mailänder Dom aus gesehen

Diese Liste führt die Hochhäuser der italienischen Stadt Mailand mit einer strukturellen Mindesthöhe von 100 Metern auf. Gelistet werden nur Hochhäuser, nicht jedoch Sendemasten, Fernseh- oder Fernmeldetürme, Kirchtürme, Schornsteine oder ähnliche Bauwerke.

## Hochhäuser in Mailand
| Nr. | Foto | Gebäude                     | Höhe (m) | Etagen | Eröffnet | Nutzung          | Lage       | Anmerkungen |
| --- | ---- | --------------------------- | -------- | ------ | -------- | ---------------- | ---------- | --- |
| 1.  |      | Torre Unicredit             | 231      | 35     | 2011     | Büros            | Innenstadt | Höchstes Gebäude Italiens und Mailands seit 2011. Hauptsitz der Unicredit.                                                         |
| 2.  |      | Torre Allianz (Il Dritto)   | 209      | 50     | 2015     | Büros            | Innenstadt | Sitz der Allianz SE in Italien. |
| 3.  |      | Torre Generali (Lo Storto)  | 177      | 44     | 2017     | Büros            | Innenstadt | Hauptsitz der Assicurazioni Generali.                                                                                              |
| 4.  |      | Torre Libeskind (Il Curvo)  | 176      | 34     | 2020     | Büros            | Innenstadt | Sitz der PwC in Italien. |
| 5.  |      | Palazzo Lombardia           | 163      | 43     | 2010     | Büros            | Innenstadt | Höchstes Gebäude Italiens von 2010 bis 2011. Höchstes Gebäude Mailands bis 2011. Verwaltungsgebäude der Region Lombardei.          |
| 6.  |      | Torre Solaria               | 143      | 37     | 2013     | Büros            | Innenstadt | Höchstes Wohngebäude Italiens. |
| 7.  |      | Torre Diamante (Diamantone) | 140      | 30     | 2012     | Büros            | Innenstadt | Sitz der BNP Paribas in Italien. 2012 höchstes Stahlgebäude.                                                                       |
| 8.  |      | Pirelli-Hochhaus            | 127      | 31     | 1958     | Büros            | Innenstadt | Höchstes Gebäude Italiens von 1960 bis 1995. Höchstes Gebäude Mailands bis 2010. Ehemaliger Hauptsitz von Pirelli. Renoviert 2005. |
| 9.  |      | Torre Unipol                | 125      | 23     | 2023     | Büros            | Innenstadt | Hauptsitz der Unipol Gruppo S.p.A.                                                                                                 |
| 10. |      | Torre Breda                 | 117      | 30     | 1954     | Büros            | Innenstadt | Höchstes Gebäude Italiens von 1954 bis 1958. Renoviert 2009.                                                                       |
| 11. |      | Bosco Verticale (Torre E)   | 111      | 24     | 2013     | Wohnungen        | Innenstadt | Torre E ist der höhere von zwei begrünten Hochhäusern.                                                                             |
| 12. |      | Torre Galfa                 | 109      | 28     | 1959     | Büros            | Innenstadt | |
| 13. |      | Torre Velasca               | 106      | 26     | 1958     | Büros, Wohnungen | Innenstadt | |
| 14. |      | Torri Garibaldi A           | 100      | 25     | 1992     | Büros            | Innenstadt | Sitz von Maire Tecnimont in Mailand. Renoviert 2012.                                                                               |
| 15. |      | Torri Garibaldi B           | 100      | 25     | 1994     | Büros            | Innenstadt | Renoviert 2012. |